# Revolução de Fevereiro
A Revolução de Fevereiro de 1917 inaugurou a primeira fase da Revolução Russa e durou uma semana. Seu resultado imediato foi a abdicação do czar Nicolau II. Ela ocorreu como resultado da insatisfação popular com a autocracia czarista e com a participação do país na Primeira Guerra Mundial. Ela levou a transferência de poder do czar para um regime republicano e democrático, surgido da aliança entre liberais e socialistas que pretendiam conduzir reformas políticas.

## A Primeira Guerra Mundial
A participação da Rússia na Primeira Guerra Mundial teve efeitos catastróficos para o país. Após alguns sucessos iniciais contra a Áustria-Hungria em 1914, as deficiências russas — particularmente a falta de equipamentos e o uso de armas obsoletas — se tornaram cada vez mais evidentes.
Em 1915, a situação piorou drasticamente quando a Alemanha tomou a iniciativa contra as forças russas. As forças alemãs, muito melhor armadas com metralhadoras e artilharia pesada, foram terrivelmente eficazes contra as forças mal equipadas da Rússia. No final de 1916, a Rússia havia perdido entre 1,6 e 1,8 milhões de soldados em batalha, com um adicional de dois milhões de soldados feitos prisioneiros e um milhão de desaparecidos, o que teve um efeito devastador sobre a moral do exército. Motins começaram a ocorrer, e em 1916 começaram a surgir informações sobre fraternização com o inimigo. Os soldados estavam famintos e careciam de sapatos, munições, e mesmo de armas.
Confrontado com essa situação, Nicolau decidiu tomar pessoalmente o comando do exército em 1915, deixando a administração pública nas mãos de sua esposa, a czarina Alexandra, e dos ministros de Estado. Notícias sobre corrupção e incompetência no governo imperial, e a influência cada vez mais intensa do místico Grigori Rasputin nos negócios do governo, intensificaram ainda mais a insatisfação popular.
Então, em Novembro de 1916, a Duma advertiu o czar de que um desastre se abateria sobre o país caso uma forma constitucional de governo não fosse instituída. Mas Nicolau ignorou-os.

## O Dia Internacional das Mulheres
Na primeira metade de fevereiro de 1917, a escassez de alimentos levou a distúrbios na capital, Petrogrado. Em 18 de fevereiro (C.J.) a principal fábrica de Petrogrado, a Usina Putilov, anunciou uma greve; os grevistas foram despedidos e algumas lojas fecharam, o que causou inquietação em outras empresas. Em 23 de fevereiro (C.J.) (8 de março, C.G.), uma série de reuniões e passeatas aconteceram por ocasião do Dia Internacional das Mulheres com uma grande participação de tecelãs.

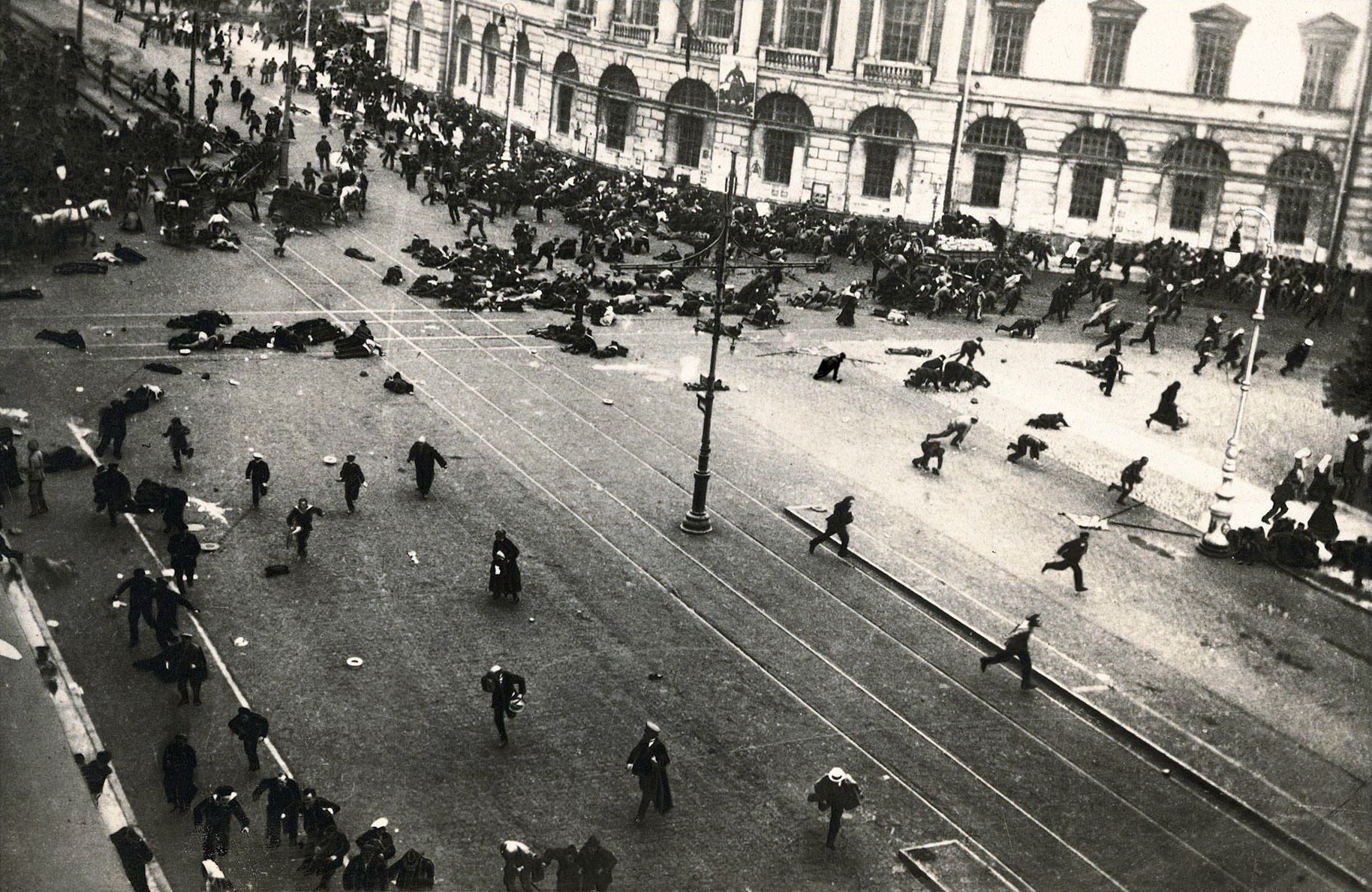
Um protesto em Petrogrado sendo dispersado pelo exército. Estima-se que 1 443 manifestantes morreram nos dias em que a cidade se revoltou durante a revolução.

Trabalhadoras têxteis em passeata apedrejaram janelas de outras fábricas para chamar os operários a se juntarem a elas, gritando "Abaixo a fome! Pão para os trabalhadores!". Depois começaram a virar bondes e saquearam uma grande padaria. Este tipo de agitação não era novidade. O que houve de novo, e foi notado pelas testemunhas da época, foi que a polícia não os reprimiu. Os grevistas não procuraram esconder seus rostos sob o casaco como de costume. Um oficial cossaco gritou a alguns grevistas liderados por uma velha, "Quem vocês seguem? Vocês são liderados por uma velha bruxa." A mulher respondeu "Não por uma velha bruxa, mas pela irmã e mãe de soldados no front". Alguém gritou, "Cossacos, vocês são nossos irmãos, vocês não podem atirar em nós." Os cossacos, símbolos do terror czarista, foram embora.
Nos dias que se seguiram, a agitação continuou a aumentar, e mais tropas, por empatia ou por medo, se recusavam a atacar os manifestantes. Em meio aos conflitos de rua, policiais e oficiais que ordenavam aos seus soldados que atirassem eram linchados. O abastecimento de combustível e alimentos parou. E os telegramas informando a situação eram simplesmente ignorados pelo czar e sua família.

## O Governo Provisório
À uma hora da tarde do dia 27 de fevereiro, um mar de soldados e trabalhadores com trapos vermelhos em suas roupas invadiu o Palácio Tauride, onde a Duma se reunia. Kerensky, um jovem advogado socialista, conhecido e respeitado pelo povo, e deputado, os recebeu. Durante a tarde, dois comitês provisórios se formaram em salões diferentes do palácio. Um, formado por deputados moderados da Duma, se tornaria o Governo Provisório Russo. O outro era o primeiro Soviete de Petrogrado, o mesmo que havia se formado na Revolução de 1905. O soviete elegeu um comitê executivo permanente formado por representantes de todos os agrupamentos socialistas. Os bolcheviques tinham dois membros de um total de quatorze. O soviete decidiu publicar seu próprio jornal diário, chamado Izvestia.
Na manhã do mesmo dia Nicolau recebeu um telégrafo anunciando que apenas um punhado de suas tropas permanecia leal. O estado de sítio foi proclamado, mas inutilmente, pois não havia tropas leais para colocá-lo em prática. Naquela noite, agitadores e políticos, dormiram no Palácio Tauride, temendo uma reação do czar. O grão-duque Miguel Alexandrovich Romanov ordenou que as tropas leais baseadas no Palácio de Inverno fossem retiradas, temendo que um choque delas com a população fizesse repetir os acontecimentos que dispararam a Revolução de 1905.
Na terça-feira 28 de fevereiro, a cidade era dos amotinados. Embarcado em um trem que rumava em direção ao Palácio de Alexandre, o czar foi obrigado a retroceder 90 milhas, já que a estação seguinte estava em poder dos rebeldes. O trem parou na Estação de Pskov, onde em 2 de março, Nicolau assinou sua abdicação.
A contagem oficial de mortos foi de 1224, o equivalente a poucas horas de combate na guerra que ainda rugia. Assim, considera-se que a Revolução de Fevereiro foi um acontecimento praticamente pacífico. Entretanto, Petrogrado tinha agora dois governos paralelos: o Governo Provisório Russo, dominado pela classe média e favorável à continuação da guerra, e o Soviete de Deputados dos Trabalhadores e Soldados, que queria instituir a jornada de 8 horas de trabalho, terra para os camponeses, um exército com disciplina voluntária e oficiais eleitos democraticamente, o fim da guerra, e separação da Igreja do Estado.

## Revolução Branca
A Revolução Branca foi a primeira fase da revolução que ocorreu de março a novembro de 1917.
O czar, receoso da saúde do herdeiro do trono, o hemofílico czarevith Alexei Romanov, resolveu abdicar em favor do seu irmão, o grão-duque Miguel Alexandrovich Romanov, mas este recusou a coroa. Em face desta situação, a Duma proclamou a república, pondo-se fim à monarquia imperial e à dinastia Romanov. O governo provisório elegeu o príncipe Georgy Lvov, que era latifundiário, para primeiro-ministro, tendo Aleksandr Kerenski como ministro da guerra e colocou o antigo czar e a família imperial sob sua custódia, em prisão domiciliária. Já em 1 de março, o Soviete de Petrogrado contestava o poder desse governo, ao aprovar a "Ordem n° 10". Nesta, o soviete ordenava ao exército que lhe obedecesse, em vez de obedecer ao Governo Provisório Russo.
Durante todos esses acontecimentos, Lênin estava exilado em Zurique, na Suíça. As notícias da queda do czarismo, a princípio, o deixaram atônito. O Partido Bolchevique havia desempenhado um papel secundário em todos esses eventos. Entretanto, Lênin acreditava que o potencial Revolucionário ainda não havia se esgotado. Ele acreditava que "O povo quer paz. O povo quer pão e terra. E eles lhes dão guerra, fome, e a terra continua nas mãos dos latifundiários." O governo alemão reconheceu em Lênin um potencial para desestabilizar o Governo Provisório Russo, possivelmente ao ponto de forçar o país a se retirar da Primeira Guerra Mundial. Assim, ofereceram ao bolchevique um carro de trem selado, para que passasse da Suíça à Rússia em segurança, e pudesse levar o caos aos seus inimigos. Assim, Lênin regressa à Rússia (abril de 1917), pregando a formação de uma república dos sovietes, bem como a nacionalização dos bancos e da propriedade privada. O seu principal lema era: "Todo o poder aos sovietes". Durante esse período, as ordens do governo eram discutidas nos sovietes e nem sempre cumpridas. Trotsky chegaria em maio, vindo de Nova Iorque, onde vivia após escapar de um exílio perpétuo na Sibéria.
Kerensky, ministro da guerra, tornou-se, após a renúncia de Lvov, primeiro-ministro, em 21 de julho, mantendo a participação da Rússia na Primeira Guerra Mundial, no que era extremamente criticado pelos socialistas. Entretanto, o processo de desintegração do estado russo continuava. A comida era escassa, a inflação bateu a casa dos 1 000%, as tropas desertavam do fronte matando seus oficiais, propriedades da nobreza latifundiária eram saqueadas e queimadas, e operários trabalhavam bêbados de álcool de cozinha, verniz ou qualquer outro substituto para a bebida. Assim como o governo do czar, o novo governo provisório não procurou solucionar os problemas que causavam a desgraça do povo e o levavam a se insurgir. Não havia como fazê-lo imediatamente respeitando os limites aos quais se obrigou a respeitar, isto é, a liberdade individual, direito à propriedade, o país na guerra e com a mesma constituição social. "O poder estava suspenso no ar", esperando que alguém com uma plataforma ainda mais radical o tomasse. Eram enormes as perdas humanas sofridas pela Rússia na guerra, que os socialistas usaram como propaganda favorável a sua plataforma, por dizerem só interessar às potências capitalistas.